# تروریسم در صربستان
تروریسم در صربستان (انگلیسی: Terrorism in Serbia). این مطلب در برگیرنده اطلاعات عملیات‌های تروریستی در زمان یوگسلاوی سابق (۱۹۹۲–۲۰۰۳)، صربستان و مونته نگرو (۲۰۰۳–۲۰۰۶) و جمهوری صربستان بعد از سال ۲۰۰۶ می‌باشد. در یوگسلاوی سابق واژه تروریسم درباره کسانی به کار برده می‌شد که ضد سلطنت و ضد کمونیست بودند.
بعد از انهدام یوگسلاوی این کشور به کشورهای جمهوری اسلوونی، کرواسی و بوسنی هرزگوین تقسیم شد. در سال‌های ۱۹۹۱ تروریسم در ارتباط با تمایل ضد کمونیستی تبدیل به تروریسم در رابطه با جدایی طلبان کوزوو شده است. بعد از تشکیل جمهوری دمکراتیک یوگسلاوی در سال ۱۹۹۲ در جمهوری صربستان، کوزوو خودمختاری را حفظ کرد. گروه ارتش آزادیبخش کوزوو KLA شروع به عملیات‌های گسترده تروریستی برای بی‌ثبات کردن منطقه کرد به این امید که آمریکا و ناتو برای تشکیل یک کوزوو مستقل دخالت کنند. آمریکا، انگلیس و سرویس مخفی آلمان شروع به تسلیح و آموزش تروریست‌های ارتش آزادیبخش کوروو بعد از سال ۱۹۹۶ کردند. KLA خودش را به عنوان سازمان اصلی تروریستی در استان کوزوو نشان می‌داد تا بتواند استقلال کوزوو را بدست بیاورد. KLA در مجموع ۳۱ حمله در سال ۱۹۹۶ و ۵۵ حمله در سال ۱۹۹۷ و ۶۶ حمله در ژانویه و فوریه سال ۱۹۹۸ انجام داد. بعد از اینکه KLA چهار پلیس را در اوایل مارس ۱۹۹۸ به قتل رساند، واحدهای پلیس ویژه صربستان به تلافی به سه روستا در درنیکا حمله کردند. بعد از آن جنگ کوزوو آغاز شد. جمع حملات در سال ۱۹۹۸ به ۱۴۷۰ رسید. KLA بر اساس قطعنامه ۱۲۴۴ شورای امنیت با کارهای نظامی خود خاتمه دادند، ولی اعضای سابق KLA حملات تروریستی خود را علیه شهروندان صرب و افرادی که آلبانیایی نبودند شامل حمله به اتودکس‌های صرب ادامه دادند. اعضای سابق KLA دست به تشکیل سازمان UÇPMB و ارتش آزادیبخش ملی زدند.

## یوگسلاوی فدرال (صربستان و مونته نگرو)

### تروریسم جداطلبان آلبانیایی
KLA از ابتدا شروع به یکسری ضربات هماهنگ و حمله به نیروهای امنیتی صرب در کوزو کرد. با شروع ناآرامی‌های جنگ داخلی آلبانی در ۱۹۹۷ در پروسه قاچاق مواد مخدر و آموزش و تسلیح توسط آژانس‌های امنیتی غربی شامل آمریکا و انگلیس اعضای KLA و تسلیحات و قدرت انهدامی آنها افزایش یافت. در سال ۱۹۹۸ تهاجمات علیه نیروهای امنیتی صرب افزایش چشمگیری داشت و KLA موفق شد که کوزوو را از حضور صربها پاکسازی کند.KLA کمپ‌هایی برای قتل‌عام صربها و آلبانیایی‌هایی که موافق آنها نبودند درست کرده بود. در آن زمان بیش از ۵۵ هزار صرب کوزوویی استان را از ترس فعالیت‌های تروریستی و کشته شدن ترک کردند. نیروهای امنیتی صرب فعالیت‌های خود را در استان ادامه می‌دادند.
در سال ۱۹۹۰، ناتو دست به یک عملیات حمله علیه جمهوری فدرال یوگسلاوی زد تا به اسلوبودان میلوشویچ فشار بیاورد تا نیروهای امنیتی خود را از کوزوو خارج کند. حمله ناتو از یک شورش به یک جنگ تبدیل شد. در جریان جنگ کوزوو، تروریست‌های KLA با نیروهای ناتو همکاری می‌کردند و ناتو آنها را با نام جنگندگان آزادی خطاب قرار می‌داد. در اواخر سال ۱۹۹۹ در قطعنامه ۱۲۴۴ شورای امنیت KLA را منحل اعلام کرد و اعضای آن وارد سپاه حمایت از کوزوو شدند. با وارد شدن نیروهای کوزوو، KFOR، وضعیت امنیتی کوزوو بدتر شد و حملات KLA علیه جمعیت صرب افزایش یافت. از ۱۱ ژوئن سال ۱۹۹۹ تا مارس ۲۰۰۴ در مجموع ۱۵۵ کلیسای ارتدکس صرب منهدم شد. تروریست‌های KLA به کشتن صربها شامل تیراندازی، قتل‌عام و بمبگذاری ادامه دادند.

## وقایع مهم
حملات تروریستی توسط KLA به‌طور معمول از ترور جمعی، تیراندازی و بمبگذاری بوده است. زمانی که کوزوو تحت کنترل دولت مرکزی یوگسلاوی بود، نیروهای امنیتی سوژه حملات تروریستی بودند. اگر چه دو عمل قابل توجه و گسترده علیه شهروندان گزارش شده است که توسط KLA صورت گرفته است. یک حمله و قتل‌عام شهروندان در سپتامبر ۱۹۹۸ بود که ۳۴ تا ۳۹ شهروند شبه نظامیان KLA کشته شدند. هدف این قتل‌عام صرب‌های کوزوو و آلبانیایی‌های مدره بودند.

## گروه‌ها
- ارتش آزادیبخش کوزوو
- UÇPMB

## افراد برجسته
- آدام یاشاری (Adem Jashari, KLA)
- هاشم تاچی (Hashim Thaçi, KLA)
- راموش هادارینای (Ramush Haradinaj, KLA)
- آگیم چکو (Agim Çeku, KLA)
- فاطمیر لیمای (Fatmir Limaj, KLA)
- علی احمدی (Ali Ahmeti, KLA)
- محمد ژمایلی (Muhamet Xhemajli, UÇPMB)

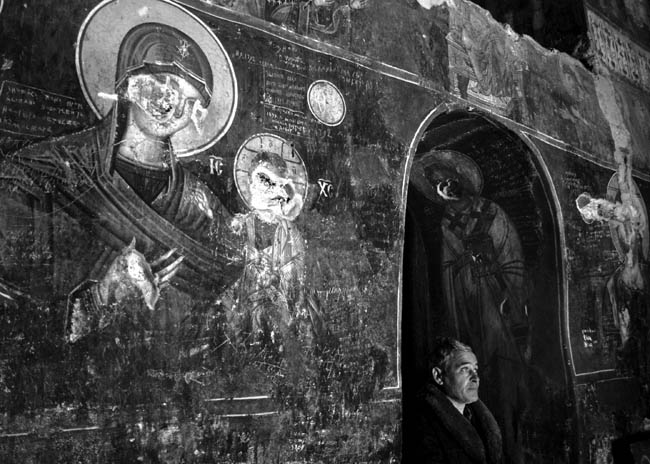
Kosovo-metohija-koreni-duse008